# Ricardo La Volpe
Ricardo Antonio La Volpe Guarchoni (Buenos Aires, 1952. február 6. –) argentin labdarúgóedző, korábban világbajnok válogatott labdarúgókapus. 2019 márciusától a mexikói bajnokságban szereplő Deportivo Toluca vezetőedzője.
Tagja volt az 1978-ban világbajnoki címet szerző argentin válogatott keretének.

## Edzőként
2002 és 2006 között Mexikó szövetségi kapitánya volt. Irányításával megnyerték a 2003-as CONCACAF-aranykupát és kijutottak a 2006-os világbajnokságra.
Rengeteg klubcsapatot is vezetett, főként Mexikóban. 2019-től a Deportivo Toluca edzője volt.

## Sikerei, díjai

### Játékosként
Argentína
- Világbajnok (1): 1978

### Edzőként
Atlante
- Mexikói bajnok (1): 1992–93

Toluca
- Mexikói bajnok (1): 2002 Apertura (Az ő irányításával játszották le a bajnokság nagy részét, ám mielőtt befejeződött volna a szezon, megválasztották a mexikói válogatott szövetségi kapitányának, így a Toluca az utolsó néhány mérkőzésre új edzőt kapott, így hivatalosan nem La Volpe számított a bajnokcsapat edzőjének.[2])

Mexikó
- CONCACAF-aranykupa győztes (1): 2003